# ماجدة منير
ماجدة منير (1952 -) هي ممثلة مصرية.

## حياتها ونشأتها
وُلدت بمحافظة بورسعيد، وتخرجت في كلية الزراعة بجامعة القاهرة في عام 1975، وعملت بالتمثيل المسرحي إلى جانب مُشاركاتها في عدد كبير من الأعمال التليفزيونيّة، وهي شقيقة المخرج المسرحي مراد منير الذي تزوج من الممثلة الراحلة فايزة كمال.

## مسيرتها الفنية
اهتمت ماجدة منير بفن التمثيل منذ طفولتها فانضمت لفريق التمثيل بالمدرسة وشاركت بالتمثيل في مسرحية للمخرج سمير العصفوري وهي في عمر العاشرة. بدأت ماجدة منير مسيرتها الفنية بالتمثيل المسرحي فانضمّت إلى الفرقة المسرحية التي كونها شقيقها المخرج المسرحي مراد منير، وشاركت بالتمثيل في العديد من العروض المسرحيّة على مسرح الثقافة الجماهيرية التابع لوزارة الثقافة المصرية، ثُم تنوّعت مُشاركاتها ما بين المسرح والسينما والدراما التليفزيونيّة فشاركت في العديد من الأفلام السينمائية مثل فيلم الجريمة وفيلم سكر مر، والعديد من المسلسلات التليفزيونيّة مثل مسلسل أم كلثوم، ومسلسل قاسم أمين، ومسلسل أبو العروسة.

## أعمالها

### الأفلام
- 2022 : الجريمة: والدة نادية.
- 2018 : اطلعولي برا: سيدة الحادث.
- 2015 : سكر مر : إيمان أم ملك.
- 2014 : فتاة المصنع.
- 2011 : الفاجومي.

### المسلسلات
- 2025:المداح ج 5
- 2024 : بيت الرفاعي.
- 2022 : المتهمة.
- 2022 : طير بينا يا قلبي.
- 2022 : وسط البلد.
- 2021 : 60 دقيقة.
- 2021 : إلا أنا ج2.
- 2021 : اللي مالوش كبير.
- 2021 : أنصاف مجانين.
- 2021 : أيام.
- 2021 : ضل راجل.
- 2021 : لعبة نيوتن.
- 2021 : موسى.
- 2021 : هجمة مرتدة.
- 2021 : ولاد ناس.
- 2020 : الاختيار.
- 2020 : بخط الإيد.
- 2020 : جمع سالم
- 2020 : لما كنا صغيرين.
- 2020 : ليالينا 80.
- 2019 : ابن أصول.
- 2019 : زلزال.
- 2019 : قابيل.
- 2018 : كلبش ج2.
- 2017 : أبو العروسة.
- 2017 : الحصان الأسود.
- 2017 : حلاوة الدنيا.
- 2017 : طاقة القدر.
- 2017 : نصيبي وقسمتك ج2.
- 2016 : ليلة.
- 2016 : وعد.
- 2015 : إستيفا.
- 2015 : المطلقات.
- 2015 : أوان الطيف.
- 2015 : تحت السيطرة.
- 2015 : زواج بالإكراه.
- 2015 : طريقي.
- 2014 : أنا عشقت.
- 2014 : سجن النسا.
- 2010 : بالشمع الأحمر.
- 2010 : عايزة اتجوز.
- 2008 : كلمة حق.
- 2007 : نادي القلوب الجريحة.
- 2007 : نافذة على العالم.
- 2006 : أسلحة دمار شامل.
- 2006 : درب الطيب.
- 2006 : عفريت القرش.
- 2005 : أريد حلا.
- 2004 : أبناء الأمجد.
- 2003 : آخر الخط.
- 2002 : رجل على الحافة.
- 2002 : قاسم أمين.
- 1999 : الغروب لا يأتي سرا.
- 1999 : أم كلثوم.
- 1999 : صدق الله العظيم (الجزء الثاني).
- 1999 : سكة سعد.
- 1997 : اعترافات عنايات.
- 1997 : عوضين وامبراطورية عين.
- 1995 : الخروج من المأزق.
- 1994 : الضاء في الإسلام (الجزء الخامس).
- 1986 : سنوات الضحك والدموع.
- 1986 : الإمام مسلم.
- يوميات مدينة على النيل.

### السهرات التليفزيونية
- 1994 : نونة الشعنونة: دور مدرسة اللغة العربية.
- 1987 : دولت فهمي التي لم يعرفها أحد.
- ألوان
- سارق أفكاري

### المسرحيات
- 2009 : سي علي وتابعه قفة.
- 2006 : الملك هو الملك.
- 2006 : رجل القلعة.
- 1996 : يا طالع الشجرة تاني.. ليه؟.
- 1984 : منين أجيب ناس.

### البرامج
- 2017 : البلاتوه (الموسم الثالث).
- 2013 : خطوات الشيطان.

## روابط خارجية
- ماجدة منير على موقع IMDb (الإنجليزية)
- ماجدة منير على موقع الدهليز
- ماجدة منير على موقع قاعدة بيانات الأفلام العربية
- ماجدة منير على موقع قاعدة بيانات الفيلم (الإنجليزية)